# Giulio Favero
Giulio Ragno Favero (Cagliari, 24 ottobre 1974) è un bassista, chitarrista e produttore discografico italiano.

## Biografia
Nato a Cagliari ma cresciuto nella provincia di Padova, dopo un'attività come batterista nei Geyser, Giulio Ragno Favero entra a far parte degli One Dimensional Man nel 1998, sostituendo Massimo Sartor alla chitarra. Dopo aver pubblicato con loro 1000 Doses of Love nel 2000, produce You Kill Me nel 2001, primo album in studio in cui si occupa di registrazione e mix, e dopo aver registrato Take Me Away (in cui scrive solo tre pezzi) nel marzo 2003, decide di lasciare la band senza però troncare i rapporti con gli altri membri del gruppo ed entra a suonare batteria (e chitarra) con i padovani Putiferio. Giulio Ragno Favero è stato anche batterista dei Mostri, un gruppo che vedeva alla voce Samuele (Geyser, Radio Ljubljana, Hormonas), al basso Francesco "Checco" Smania (tromba con Radio Ljubljana, Red Worm's Farm, Teatro degli Orrori), alla chitarra il Giovanni (Radio Ljubljana) compositore e talvolta ai cori Pippi e Flor Veneziano (sorella dell'ex chitarrista di One Dimensional Man, Carlo Veneziano).
Nel 2005 entra nel gruppo Il Teatro degli Orrori in qualità di bassista, con Pierpaolo Capovilla (voce e basso nei One Dimensional Man), Francesco Valente (batteria nei One Dimensional Man) e Gionata Mirai (voce e chitarra nei Super Elastic Bubble Plastic). Produce, registra e mixa il primo album della band Dell'impero delle tenebre nel 2007, la canzone Nostalgia in Il Teatro degli Orrori + Zu (split) nel 2008, la canzone Refusenik in Afterhours presentano: Il paese è reale (19 artisti per un paese migliore?) nel 2009 e A sangue freddo, anch'esso nel 2009. Nello stesso anno produce, registra e mixa l'album Carboniferous del trio italiano Zu. A gennaio del 2010 lascia il "Teatro" per dedicarsi ad altri progetti e all'attività di produttore.
Nel giugno 2010 gli One Dimensional Man annunciano la reunion della band con il batterista Luca Bottigliero e ad Ottobre intraprendono un nuovo tour, in cui suoneranno per intero l'album più noto You Kill Me. Nel 2011 produce, registra e mixa l'album A Better Man.
Nella sua attività di produttore tecnico e/o artistico ha prodotto oltre ai gruppi sopra citati i Red Worms' Farm, Appaloosa, The Death Of Anna Karina, Nurse (pre-Father Murphy), Lucertulas, Lebowski, A Flower Kollapsed, i trevisani Kitsune, Oshinoko Bunker Orchestra, Zeus!, Devocka, Esdem, Butcher Mind Collapse.
Nel 2013 ha prodotto l'album d'esordio di Appino Il testamento, in cui suona anche il basso e che accompagna nel tour, e l'album dei Bachi da pietra Quintale. Nel 2014 produce Pareidolia, il nono lavoro discografico di Marina Rei.
Nel 2018 produce il secondo disco dei Salernitani Fiori di Cadillac (INRI) collaborando con Andrea Suriani e Giovanni Versari al mastering.
Nel 2019 produce il quarto disco dei Kuadra.
Dal 2020 inizia una collaborazione con il regista teatrale Fabrizio Arcuri per il quale scriverà la musica per diversi spettacoli teatrali.

## Discografia

### Album in studio

#### Con gli One Dimensional Man
- 2000 - 1000 Doses of Love
- 2001 - You Kill Me
- 2004 - Take Me Away
- 2011 - A Better Man

#### Con Il Teatro degli Orrori
- 2007 - Dell'impero delle tenebre
- 2009 - A sangue freddo
- 2008 - Il Teatro degli Orrori + Zu (split)
- 2010 - Raro EP [3]
- 2012 - Il mondo nuovo
- 2012 - Dal Vivo [4]
- 2015 - Il Teatro degli Orrori

#### Con Putiferi
- 2008 - Ate Ate Ate (Robot Radio Records)

- 2012 - LovLovLov (Robot Radio Records)

Partecipazioni in altri album
- 2009 - Con Il Teatro degli Orrori Refusenik in Afterhours presentano: Il paese è reale (19 artisti per un paese migliore?)
- 2014 - Con Il Teatro degli Orrori Dea in Afterhours Hai Paura del Buio

## Produzione artistica, registrazione, mix e mastering
Con Zu
- 2009 - Carboniferous

Con Appino
- 2013 - Il testamento

Con Bachi da Pietra
- 2013 - Quintale (Woodworm)

Con Marina Rei
- 2014 - Pareidolia

Con Fiori di Cadillac
- 2020 - Fuori Dalla Storia (INRI)

Con Karakaz
- 2024 - Essenza Nucleo (Epic/Sony)

Con Kuadra
- 2019 - Cosa Ti è Successo (Mani in Alto)
- 2023 - Disco Duro (Icons Creating Evil Art)

Con Le Cose Importanti
- 2024 - TBA (V4V Records)

Con Nudha
- 2022 - Nudha (Solid Records)

Con Nuovo Disordine Mondiale
- 2024 - DAIMON (VREC Label)

Con Visconti
- - DPCM (Dischi Sotterranei)

## Composizioni Teatrali
Per la regia di Fabrizio Arcuri
- 2021 - Trittico Dantesco di Fausto Paravidino, Letizia Russo e Fabrizio Sinisi
- 2021 - The Mystery of Hamlet con Filippo Nigro, Roberta Sammarelli, Stefano Pilia, Kolë Laca e Marcello Batelli
- 2023 - Black Star di Fabrizio Sinisi con Aglaia Mora, Maria Roveran, Michele Guidi, Gabriele Benedetti, Martin Chishimba
- 2024 - Sleeping Beauty di Carolina Balucani con Dajana Roncione, Maria Roveran, Andrea Palma, Vincenzo Crea

Per la regia di Gioia Battista
- 2022 - Rosada! di Gioia Batista con Nicola Ciaffoni, Elsa Martin e con la partecipazione di Paolo Fresu

## Registrazione, mix, mastering e tour manager
2 Pigeons
- 2008 - 2Pigeons
- 2009 - Land (La Fabbrica)

A Flower Kollapsed
- 2006 - Orsago

Appaloosa
- 2005 - Non Posso Stare Senza Di Te (Urtovox)
- 2009 - Savana (Urtrovox)

Ardecore
- Bassista, fonico 04/2021 - 08/2022

Aucan
- 2008 - Aucan (Africantape)

Bachi da Pietra
- 2013 - Quintale (Woodworm)
- 2013 - Madalena (Corpoc)
- 2015 - Necroide (Wallace Records/Tannen Records)
- 2021 - Reset (Garrincha Dischi)
- 2023 - Accetta e Continua (Garrincha Dischi)

Bob Corn
- 2004 - Sad Punk And Pasta For Breakfast (Fooltribe)
- 2006 - Songs From The Spiders House (Fooltribe)

Bud Spencer Blues Explosion
- Fonico di sala 08/2018 - 01/2023

Buñuel
- 2016 - A Resting Place For Strangers (Tempesta International)
- 2020 - Killers Like Us (Tempesta International)

Butcher Mind Collapse
- 2008 - Sick Sex And Meat Disasters In A Wasted Psychic Land (Bloody Sound Fucktory)
- 2011 - Night Dress (Bloody Sound Fucktory)

Deneb Kaitos
- 2018 - Supernova (Cane Nero Dischi)

Diva Scarlett
- 2007 - Non più Silenzio

Dogs For Breakfast
- 2009 - Rose Lane was Tucker's Girlfriend (Subsound Records)

East Rodeo
- 2011 - Morning Cluster (Menart)

E.Drunks
- 2008 - Con Tutto L'Amore Del Mondo (Hotfarm Records)

Elettrofandango
- 2007 - Radio Taxi
- 2009 - In Quanto Già Peccato (Scrivere Male)

Esdem
- 2010 - A Latex Society

Fast Animals Slow Kids
- 2011 - Cavalli (Iceforeveryone)

Gea
- 2005 - Bailamme Generale (il re non si diverte)

Gennifer Jentle
- Tour Manager 09/2019 - 01/2020

Geyser
- Batterista 06/1996 - 12/1997

Halley DNA
- 2019 - Via Tonzig (Dischi Sotterranei)
- 2020 - Futurismo e Fastidio  (Dischi Sotterranei)
- 2024 - Serpenti in Testa  (Dischi Sotterranei)

I Hate My Village
- Fonico di sala, tour manager 02/2019 - 09/2021

Il Management Del Dolore Postoperatorio
- - I Love You (La Tempesta Dischi)

Immagine Residua
- 2001 - Kamikaze?

John Woo
- 2001 - Woodoo (Fog Records)

Karakaz
- 2022 - Carne (Epic/Sony)

Kelvin
- 2002 - CD*01

Kitsune
- 2006 - Kiss Kiss Bang Bang

La Gabbia
- 2023 - Frana/Un Giorno, Tre Autunni (autoprod)

Lebowski
- 2012 - Propaganda (Bloody Sound Fucktory)

LLeroy
- 2006 - Juice Of Bimbo (Bloody Sound Fucktory)
- 2022 - Nodi (Overdrive)

Lucertulas
- 2007 - Tragol De Rova (Robot Radio Records)

Magaze
- 2024 - Autoproduzione

Mastica
- 2005 - Uomini (Crusher Records)

Masu
- 2023 - Dopamina Per Tutti (Boc Music Group)

Mesmerico
- 2009 - Magnete (Octopus Records)

Milaus
- 2002 - Rock Da City (Cane Andaluso)

Morkobot
- 2016 - Gorgo (Supernatural Cat)

Mudlarks
- 2007 – Mudlarks

Nadj
- 2016 - Nadj EP

Nico & The Vascellaris
●        2012 - Nico & The Vascellaris (von)
Nocturnal Habits
- 2016 - New Skin For Old Children (Glacial Place)

Non Voglio Che Clara
- 2010 - Dei Cani (Sleeping Star)
- 2014 L'amore Fin Che Dura (Picicca Dischi)

Numero Sei
- 2004 - Io Non Sono (CGD East West)

OVO
- 2013 - Abisso (Supernatural Cat)
- 2016 - Creatura (Dio Drone)
- 2020 - Miasma (Artoffact Records)
- 2020 - Voodoo Twerk  (Artoffact Records)
- 2022 - Ignoto  (Artoffact Records)

Pazimine
- 2006 - No Title
- 2010 - Pazimine (A Buzz Supreme)

Pierpaolo Capovilla
- 2014 - Obtorto Collo (Virgin, La Tempesta Dischi)

Red Worms' Farm
- 2001 - Red Worms' Farm (Halley Record)
- 2002 - Tronco Morto (Fooltribe)
- 2004 - The Paper Chase/Red Worms' Farm (Robot Radio Records)

Robert Tiso
- 2016 - Crystal Harmony

Ronin
- 2020 - Bruto Minore (Black Candy Records)

Schiele
- 2008 - Pictures of Mountains

Serpe in Seno
- 2018 - Serpe in Seno

Songs: Ohia
- 2001 - Mi Sei Apparso Come Un Fantasma (Paper Cut)

SSStanco
- 2020 - Specchio TBA

 Stormo
- 2023 - Endocannibalismo (Prosthetic Records)

Super Elastic Bubble Plastic
- 2005 - The Swindler (Redled Records)
- 2006 - Small Rooms (RedLed Records/V2 Records)

Tare
- Tesa - 2022 (Autoprod)

The Candies
- 2003 - Dense Waves Make Your Eyes Wider (Suiteside)

The Death of Anna Karina
- 2002 - The Death of Anna Karina (Heroine Records)
- 2006 - New Liberalistic Pleasures (Unhip Records)
- 2011 - Lacrima/Pantera (Tannen Records)

The Flamingz
- 2020 - Born in the Swamp

The Subrosa Falcon Association
- 2005 - Where's My Rabbit
- 2008 - I Went To NY To See... (Red Can Records)

Thurston Moore
- Tour Manager Londra 2019

Valentina Dorme
- 2009 - La Carne (Fosbury Records)

Vanillina
- 2004 - Spine (Latlantide)

We Were Onoff
- 2007 - What Does A Fish Think About Water? (Green Fog Records)

With Love
- 2006 - A Great Circle (Gold Standard Laboratories)

Zeus!
- 2009 - Zeus! (Smartz Records)

Zolle
- 2017 -Infesta (Subsound Records)

- 2020 - Macello (Subsound Records)

- 2024 - Rosa (Subsound Records)

## Cortometraggi e film
Au Revoir Melograno cortometraggio per Lean Institute Italia come compositore, musicista, fonico